# Казачанська волость (Путивльський повіт)
Казачанська волость — адміністративно-територіальна одиниця Путивльського повіту Курської губернії.
Станом на 1886 рік — складалася з 6 поселень, 13 сільських громад. Населення — 5703 особи (2812 чоловічої статі та 2691 — жіночої), 736 дворових господарств.
|                     | Площа, десятин | У тому числі орної, десятин |
| ------------------- | -------------- | --------------------------- |
| Сільських громад    | 4720           | 3305                        |
| Приватної власності | 6433           | 2558                        |
| Іншої власності     | 69             | 66                          |
| Загалом             | 11222          | 5929                        |

Найбільші поселення волості:
- Козацьке (Свєчкіне) — колишнє власницьке село за 28 верст від повітового міста, 4175 осіб, 632 двори, православна церква, школа, лавка, 42 вітряних млини.